# Termita (Stàvropol)
|  | No s'ha de confondre amb Termita. |

Termita (en rus: Термита) és un poble (un khútor) del krai de Stàvropol, a Rússia, que en el cens del 2010 tenia 34 habitants. Pertany al districte rural de Levokúmskoie.